# 白川村南部地区文化会館
白川村南部地区文化会館（しらかわむらなんぶちくぶんかかいかん）とは、岐阜県大野郡白川村にある公共施設（文化会館）。

## 概要
- 村民等の自主活動の場、南部地区（尾神・福島・牧・御母衣・木谷・保木脇・長瀬・平瀬）の活性化等に寄与することを目的とした施設である[1]。
- 2016年（平成28年）11月1日仮オープン[2]。2017年（平成29年）4月に正式に開館。
- 建物は2011年（平成23年）3月に廃校となった白川村立平瀬小学校校舎（1982年竣工）を改修したものである[2]。

## 施設概要
1階
- 調理室
- 食堂
- トレーニングルーム
- ラウンジ
- 乳幼児室

2階
- 図書室
- 歴史資料室
- 音楽室
- 研修室
- 子ども学習部屋

## 交通アクセス

### 公共交通機関
- 濃飛バス特急白川郷線「平瀬大白川口」バス停より徒歩約8分
  - 高山濃飛バスセンターまたは白川郷バスターミナルより「牧」行き

## 周辺
- 平瀬保育園
- 御母衣郵便局
- 平瀬八幡神社